# Erasmus D. Campbell
Erasmus Daniel Campbell (* 11. Januar 1811 in South Kingstown, Rhode Island; † 16. April 1873 in La Crosse, Wisconsin) war ein US-amerikanischer Politiker. Zwischen 1858 und 1860 war er Vizegouverneur des Bundesstaates Wisconsin.

## Werdegang
Die Quellenlage über Erasmus Campbell ist sehr schlecht. Über seine Jugend und Schulausbildung ist nichts überliefert. Auch über seinen Werdegang jenseits der Politik gibt es in den Quellen keine Angaben. Sicher ist, dass er zumindest zeitweise in La Crosse lebte und dort im Jahr 1857 Bürgermeister war. Er war Mitglied der Demokratischen Partei.  Die Stadt Campbell im La Crosse County wurde nach ihm benannt.
1857 wurde Campbell an der Seite von Alexander W. Randall zum Vizegouverneur von Wisconsin gewählt. Dieses Amt bekleidete er zwischen 1858 und 1860. Dabei war er Stellvertreter des Gouverneurs und Vorsitzender des Staatssenats. Nach seiner Zeit als Vizegouverneur verliert sich seine Spur wieder. Es wird nur noch erwähnt, dass er am 16. April 1873 in La Crosse starb.